# Back to Life
Back to Life – dziewiąty album studyjny niemieckiej piosenkarki Sandry wydany w 2009 roku przez Virgin Records.

## Tło
Album został nagrany w Nowym Jorku. Wyprodukował go głównie Jens Gad, a większość tekstów napisał jego młodszy brat, Toby. W przeciwieństwie do poprzedniej płyty, The Art of Love, materiał na Back to Life jest nacechowany większą dynamiką i bardziej optymistycznymi tekstami. Piosenki „In a Heartbeat” oraz „The Night Is Still Young” (duet z Thomasem Andersem z Modern Talking) zostały wydane jako single promujące album i spotkały się z umiarkowanym sukcesem w Niemczech. „The Night Is Still Young” towarzyszył teledysk nagrany na Ibizie. Płyta Back to Life uplasowała się w top 20 na niemieckiej liście sprzedaży.

## Lista utworów
1. „R U Feeling Me” – 3:42
2. „Once in a Lifetime” – 3:52
3. „In a Heartbeat” – 3:37
4. „The Night Is Still Young” (oraz Thomas Anders) – 3:20
5. „Just like Breathing” – 3:15
6. „Never Before” – 3:46
7. „Always on My Mind” – 3:18
8. „Behind Those Words” – 3:04
9. „What If” – 2:49
10. „Say Love” – 3:29
11. „Put Some 80ies in It” – 3:23
12. „These Moments” – 3:30
13. „I Want You” – 3:51
14. „Tête à tête” – 3:45
15. „Who I Am” – 4:07

Bonusy na wersji cyfrowej
16. „Redis moi” – 3:42
17. „Echo of My Heart” – 4:32

## Notowania
| Kraj i lista               | Pozycja |
| -------------------------- | ------- |
| Czechy                     | 47      |
| Niemcy (Media Control)     | 26      |
| Szwajcaria (Alben Top 100) | 83      |